# 若爾尼夫卡 (科列茨區)
50°44′43″N 26°48′19″E / 50.74528°N 26.80528°E
若爾尼夫卡（烏克蘭語：Жорнівка），是烏克蘭西北部的村莊，隸屬里夫內州的里夫內區。該村始建於1577年，面積1.5平方公里，2001年人口215，人口密度每平方公里143.4人。